# Дивергенция (биология)

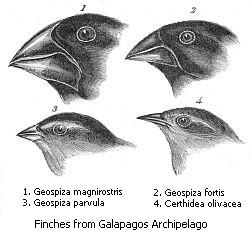
Дарвиновы вьюрки, пример дивергенции

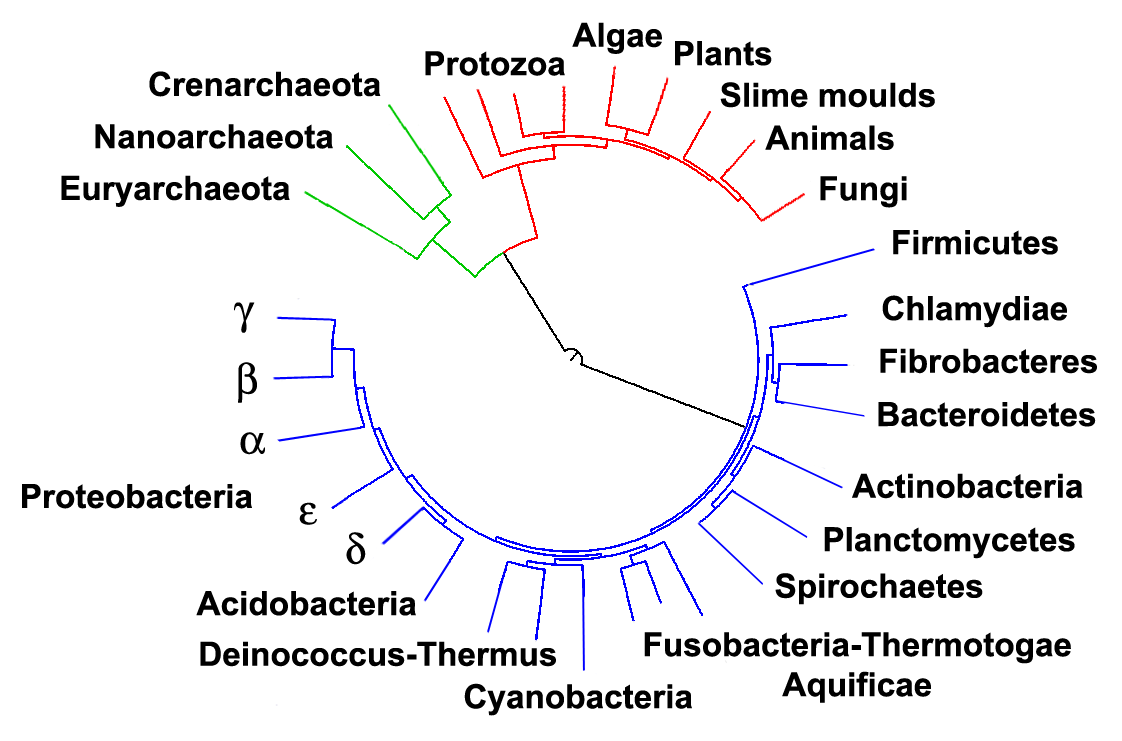
Дивергенцию видов можно отобразить в виде дерева (филогенетического), где каждый лист - вид, каждый узел - последний общий предок исходящих ветвей (листьев), т.е. чем меньше узлов по которым можно добраться до соседнего листа по ветви, тем эти два листа (вида) родственнее. Построение деревьев видообразования - задача филогенетики

Диверге́нция (от средневекового лат. divergo «отклоняюсь») в биологии — расхождение признаков и свойств у первоначально близких групп организмов в ходе эволюции: результат обитания в разных условиях и неодинаково направленного естественного отбора.

## Естественный отбор
Дарвин использовал принцип дивергенции для объяснения видообразования в природе, где дивергенция:
- Возникает: если вид занимает обширный ареал и приспосабливается к разным экологическим условиям
- Выражается: в появлении каких-либо различий между первоначально сходными популяциями
- Обусловлена: неодинаковым направлением естественного отбора в разных частях ареала вида
- Приводит: к возникновению разнообразных по строению и функциям организмов, что обеспечивает более полное использование условий среды, так как, по Дарвину, наибольшая «сумма жизни» осуществляется при наибольшем разнообразии строения
- Поддерживается: борьбой за существование

Обычно даже незначительно специализированные формы обладают селективным преимуществом, что способствует быстрому вымиранию промежуточных форм и возникновению разных форм изоляции.
Принцип дивергенции объясняет процесс образования и более крупных (надвидовых) систематических групп и возникновение разрывов между ними.

## Искусственный отбор
При искусственном отборе дивергенция в пределах каждой группы культурных растений и домашних животных зависит от потребностей человека.

## История
Понятие введено Чарльзом Дарвином для объяснения многообразия сортов культурных растений, пород домашних животных и биологических видов.

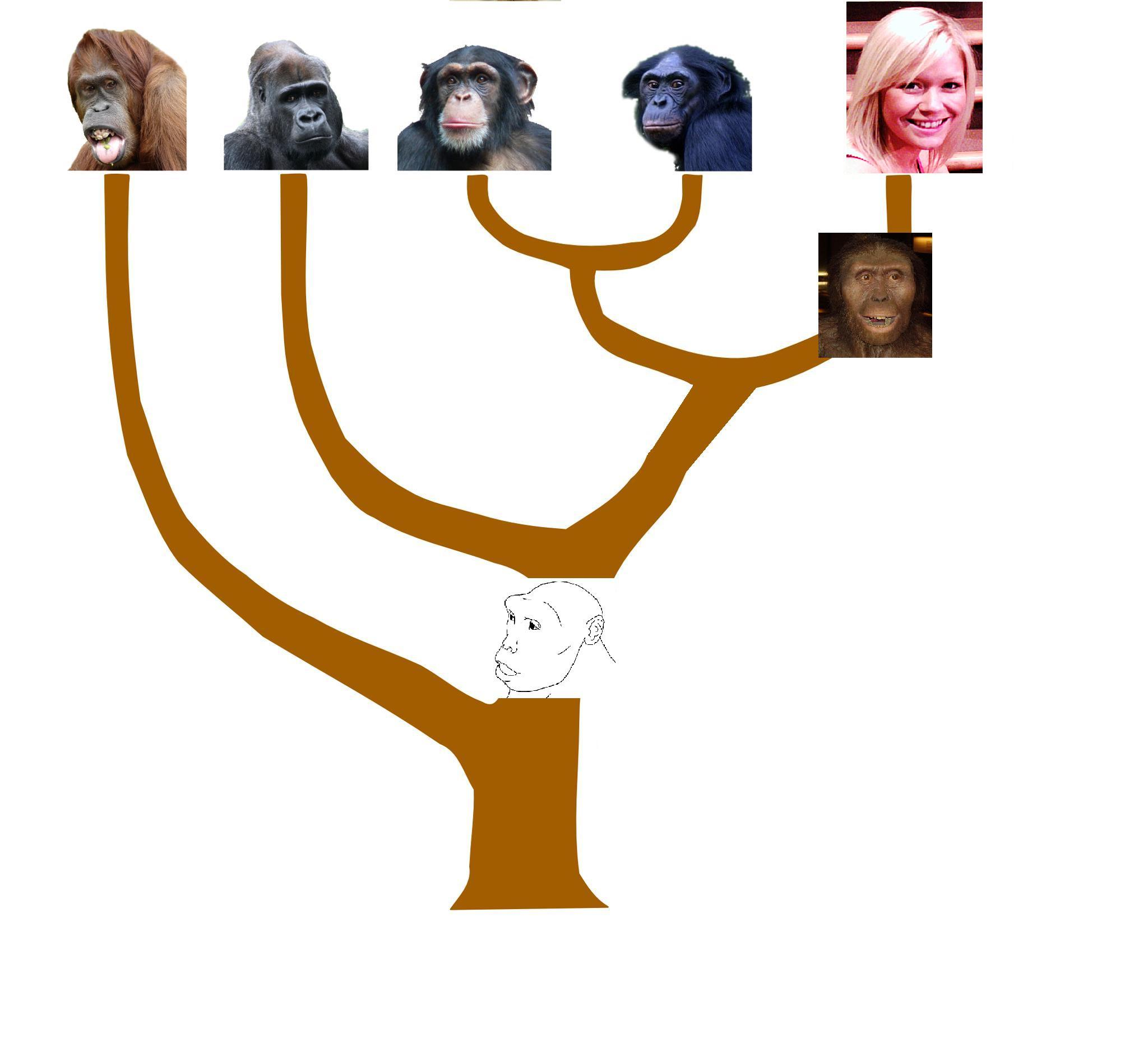
Антропогенез как дивергенцию разных видов приматов также можно отобразить как филогенетическое дерево

Позднее понятие дивергенции было дополнено концепцией адаптивной радиации.

## Дивергенция в молекулярной биологии
В молекулярной биологии дивергенция — различие, выраженное в процентах, между двумя похожими нуклеотидными последовательностями ДНК или между аминокислотными последовательностями двух родственных белков. 

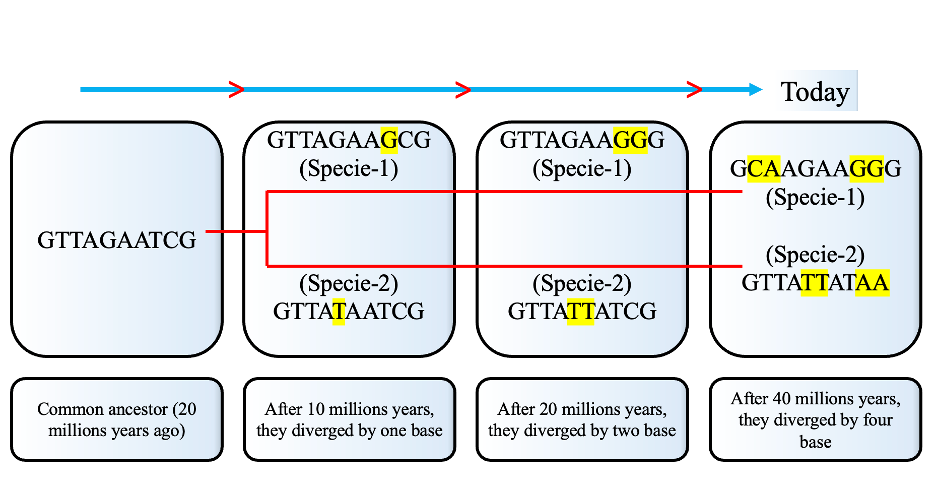
Дивергенция двух нуклеотидных последовательностей от одной предковой. С течением времени дивергенция увеличивается

Величина дивергенции для пары последовательностей определённого типа белка (и кодирующей его ДНК) практически прямо пропорциональна времени (средняя скорость накопления мутаций почти постоянна), что позволяет определять возраст последовательности (время её разделения от другой последовательности) — принцип молекулярных часов.
Для разных белков и ДНК скорость накопления мутаций будет различаться  из-за:
- Разной скорости метаболизма разных организмов, в которых эти ДНК и белки существуют.
- Разной точности работы репарационных систем разных организмов, в которых эти ДНК и белки существуют.
- Разного влияния естественного отбора на разные белки и ДНК  разных организмов:

1. Зачастую эволюция белков  и кодирующих их ДНК в сайтах несинонимичных замен происходит медленнее эволюции сайтов синонимичных замен, так как при несинонимичной замене выше вероятность нарушить функцию белка, чем этого не сделать, то есть такие мутации будет ограничивать естественный отбор — например в гистонах, изменения которых могут вызвать неблагоприятные последствия для структурной целостности хромосом и процесса генной экспрессии.
2. Редко есть белки в которых несинонимичные мутации не влияют на организм, поэтому они мутируют примерно с одинаковой скоростью как в сайтах синонимичных, так и несинонимичных замен (в будущем скорее всего такой ген станет псевдогеном, но если получит полезную функцию и положительный отбор для сохранения или развития этой функции, то может развиться в новый  полезный для организма ген — произойдёт неофункционализация. Также ген может заместить функцию своего паралога (гомологичного гена того же организма), произойдёт субфункционализация).
3. Редко есть белки, для которых несинонимичные мутации будут отбираться отбором, в которых частота несинонимичных замен будет выше частоты синонимичных (белки оболочки вирусов, которым нужно сильно меняться с целью избежать атаки со стороны иммунной системы организма хозяина).

| Отбор изменений Свойство                     | Отрицательный отбор | Отсутствие/слабый отбор                                                           | Положительный отбор                     |
| -------------------------------------------- | ------------------- | --------------------------------------------------------------------------------- | --------------------------------------- |
| Частота                                      | Часто               | Редко                                                                             | Редко                                   |
| Соотношение {\displaystyle {\frac {Ka}{Ks}}} | {\displaystyle <1}  | {\displaystyle \approx 1}                                                         | {\displaystyle >1}                      |
| Пример белка                                 | Гистон              | Скорее всего будущий псевдоген или менее вероятно новый или замещающий другой ген | Оболочка вирусов (капсомеры, пепломеры) |